# Herb gminy Drzycim
Herb gminy Drzycim – jeden z symboli gminy Drzycim, ustanowiony 19 lipca 2018.

## Wygląd i symbolika
Herb przedstawia na tarczy  w polu błękitnym koło wodne złote, ponad którym dwa przekrzyżowane miecze złote o rękojeściach czarnych. Koło wodne nawiązuje do elektrowni w Gródku, a miecze do bitwy pod Drzycimiem z 1091.